# Anne Phillips
Anne Phillips (* 2. Juni 1950 in Lancaster) ist eine britische Politikwissenschaftlerin. Seit 1999 lehrt sie als Professorin für Gender Studies an der London School of Economics and Political Science. Sie forscht zu demokratietheoretischen Fragestellungen unter feministischer Perspektive. Ihre Untersuchungen gehören zu den Grundlagentexten der feministischen Politikwissenschaft. 
Phillips studierte Politikwissenschaft und Philosophie an der Universität Bristol und der Universität London, wo sie 1982 mit einer Arbeit über die britische Kolonialpolitik promoviert wurde. Bereits seit 1975 lehrte sie Politikwissenschaften an Einrichtungen der London Guildhall University, 1999 wurde sie dann auf den Lehrstuhl für Gender Studies an der London School of Economics and Political Science berufen. 2003 wurde sie zum Mitglied der British Academy gewählt.

## Schriften (Auswahl)
- Divided Loyalties. Dilemmas of Sex an Class, London 1987
- Engendering Democracy, Cambridge 1991
- Democracy and Difference, Cambridge 1993,
- The Politics of Presence, Oxford 1995,
- Which Equalities Matter?, Cambridge 1999.
- Our bodies, whose property. Princeton University Press (2013).
- The Politics of the Human. Cambridge: Cambridge University Press (2015).
- Unconditional Equals. Cambridge, Cambridge University Press (2021).